# Філімер
Філімер (Filimer van de Goten) — король вестготів, батько короля Кніва, жив у 170—220 роках.
Згадується в "Ґетиці" історика Йордана. На думку деяких вчених є пізнішою вигадкою Кассіодора.